# Задница (наследство)
За́дница — в русском праве наследуемое имущество в отсутствие завещания ближайшими родственниками (в частности, в Русской Правде).
В XIX веке сформировались два основных направления в интерпретации понятия «задница». А. Рейц, Н. Л. Дювернуа, В. Н. Никольский и другие понимали под «задницей» только движимое имущество, без включения земли. В противоположность им, Н. И. Ланге, К. А. Неволин и другие считали, что в это понятие первоначально входит земля, а уже потом всё остальное имущество. В Пространной редакции Русской Правды термин «задница» является единым для боярского и смердьего наследства.
В законодательстве централизованного Русского государства (Судебники 1497 и 1550 годов) вместо понятия «задница» применялся термин «статки». Для позднего времени слово «задница» было непонятным, поэтому оно заменялось близким и понятным термином «статки». Однако «статки» является узким понятием движимого имущества, исключающим недвижимое.